# Zabočevo
Zabočevo – wieś w Słowenii, w gminie Borovnica. W 2018 roku liczyła 114 mieszkańców.